# Pretty Noose
Singles de Soundgarden
Fell on Black Days
(1994) Burden in My Hand
(1996)
Pretty Noose est une chanson du groupe de rock Soundgarden. C'est la piste qui ouvre l'album de 1996 Down on the Upside. Elle fut sortie en single en mars 1996 et atteignit la 4e place au US Rock charts. Pretty Noose fut nommée au Grammy Award de la meilleure performance hard rock en 1997.

## Clip vidéo
Le clip vidéo de la chanson fut réalisé par Frank Kozik. MTV refuse de diffuser toute la vidéo, car elle se terminait par un meurtre. Une version alternative fut tournée, avec simplement le groupe jouant la chanson en live.

## Classements hebdomadaires
| Classement (1996)                         | Meilleure position |
| ----------------------------------------- | ------------------ |
| Australie (ARIA)                          | 22                 |
| Canada (RPM Top Singles)                  | 43                 |
| Canada (RPM Rock Alternative Tracks)      | 1                  |
| États-Unis (Alternative Songs)            | 2                  |
| États-Unis (Mainstream Rock Tracks chart) | 4                  |
| Finlande (Suomen virallinen lista)        | 10                 |
| Nouvelle-Zélande (RMNZ)                   | 18                 |
| Royaume-Uni (UK Singles Chart)            | 14                 |
| Royaume-Uni (UK Rock Chart)               | 1                  |
| Suède (Sverigetopplistan)                 | 42                 |
| Suisse (Schweizer Hitparade)              | 47                 |

| Classement (2000) | Meilleure position |
| ----------------- | ------------------ |
| Italie (FIMI)     | 32                 |